# Festival Internacional de Música de Canarias
El Festival Internacional de Música de Canarias es un festival de música clásica, que se celebra cada año en los meses de enero y febrero desde 1985 en Las Palmas de Gran Canaria y Santa Cruz de Tenerife. 

## Historia
El festival, que era una vieja aspiración de varios sectores de la sociedad isleña, celebró su primera edición en enero de 1985 por iniciativa del entonces Presidente de Canarias, Jerónimo Saavedra. Aquel año fue declarado 'Año Europeo de la Música ', en conmemoración a los tricentenarios de Bach, Haendel y Domenico Scarlatti.
Los tres objetivos fundacionales fueron, en primer lugar, enriquecer la oferta cultural de una región que goza de una secular tradición en cuanto a lo musical, desde los albores del siglo XIX, cuando las compañías de ópera europeas hacían escala en Canarias en su camino a Sudamérica, aprovechando la estancia para ofrecer una serie de representaciones que fueron creando un importante acervo musical. Además, no debemos olvidar que en Las Palmas de Gran Canaria se encuentra la sociedad privada de organización de conciertos más antigua del país, la Sociedad Filarmónica de Las Palmas, con más de ciento cincuenta años de existencia y de la que fue presidente el mismísimo Camille Saint-Saëns. 
El segundo de los objetivos era prestigiar internacionalmente el nombre de Canarias más allá del tradicional cliché de 'sol y playa', favoreciendo así la tercera meta, promocionar la afluencia a las Islas de un turismo cultural de un nivel superior al habitual.
La garantía de una perfecta organización, la respuesta del público y, evidentemente, la benignidad de nuestras condiciones climáticas -es el único festival en toda Europa que se celebra en invierno- hacen que la cita de Canarias ocupe un lugar preferente en las agendas de todos los grandes de la música.
Por el festival han pasado casi la totalidad de las primeras figuras del firmamento musical. A modo de ejemplo podemos citar los nombres de directores como: Claudio Abbado, Riccardo Muti, Daniel Barenboim, Sir Colin Davis, John Eliot Gardiner, Esa-Pekka Salonen, Sir Simon Rattle, Christian Thielemann, André Previn, Wolfgang Sawallisch, Riccardo Chailly, Bernard Haitink, Mariss Jansons, y los ya fallecidos Carlo Maria Giulini, Vaclav Neumann, Sergiu Celibidache y Sir Georg Solti. La nómina de solistas que han participado en el Festival es igualmente impresionante. Siempre a modo de ejemplo recordamos a Alfredo Kraus, Plácido Domingo, José Carreras, Mstislav Rostropovich, Krystian Zimerman, Ivo Pogorelich, Cristina Gallardo-Domâs, Maria Joâo Pires, Vladimir Ashkenazy, Isaac Stern, Midori Gotō, Shlomo Mintz, Yo Yo Ma, Katia y Marielle Labèque, Radu Lupu, Henryk Szeryng, Cheryl Studer, Felicity Lott, Vladimir Spivakov y un largo etcétera que sería prolijo enumerar. 
Una parcela importante de la programación son los estrenos absolutos que se realizan por encargo directo del Festival, decisión que se adoptó a partir de la VI edición. Desde entonces han estrenado -o estrenarán en próximas ediciones- compositores como: Tomás Marco, Luis de Pablo, Juan José Falcón Sanabria, Cristóbal Halffter, Sofiya Gubaidúlina, Wolfgang Rihm, José Ramón Encinar, Enrique Macías, Luciano Berio, Krzysztof Penderecki, Alfredo Aracil, Arvo Pärt, Hans Werner Henze, Joan Guinjoan, Karlheinz Stockhausen, Juan Manuel Marrero, Aribert Reimann, Emilio Coello, David del Puerto, Dori Díaz, José María Sánchez-Verdú, Pilar Jurado, Juan Manuel Ruiz, entre otros. Esta nómina levanta fiel acta de la importancia del Festival para la creación musical contemporánea.
El Festival tiene lugar durante  los meses de enero y febrero, desarrollándose principalmente en las dos capitales del Archipiélago, Las Palmas de Gran Canaria y Santa Cruz de Tenerife, además de una serie de conciertos en las islas no capitalinas.